# Shaken ‘N’ Stirred
Shaken 'N' Stirred jest trzecim albumem solowym Roberta Planta frontmana zespołu Led Zeppelin.
Płyta dotarła do 20. miejsca listy Billboard 200 w Stanach Zjednoczonych.

## Lista utworów
1. "Hip to Hoo" (Robert Plant, Robbie Blunt, Paul Martinez, Jezz Woodroffe, Richie Hayward) – 4:51
2. "Kallalou Kallalou" (Plant, Woodroffe)– 4:17
3. "Too Loud" (Plant, Blunt, Martinez, Woodroffe, Hayward) – 4:07
4. "Trouble Your Money"  (Plant, Blunt, Martinez) – 4:14
5. "Pink and Black" (Plant, Blunt, Martinez, Woodroffe, Hayward) – 3:45
6. "Little by Little" (Plant, Woodroffe) – 4:43
7. "Doo Doo a Do Do"  (Plant, Blunt, Martinez) – 5:09
8. "Easily Lead" (Plant, Blunt, Woodroffe) – 4:35
9. "Sixes and Sevens" (Plant, Blunt, Martinez, Woodroffe, Hayward) – 6:04

2007 Remaster bonus track
1. "Little by Little (Remixed Long Version)" (Plant, Woodroffe) – 5:12

## Twórcy albumu
- Robert Plant - wokal prowadzący
- Robbie Blunt - gitara
- Jezz Woodroffe - instrumenty klawiszowe, syntezatory
- Paul Martinez - gitara basowa
- Toni Haliday - wokal
- Richie Hayward - perkusja

## Notowania
Album – Billboard (North America)
| Rok  | Lista             | Pozycja |
| ---- | ----------------- | ------- |
| 1985 | The Billboard 200 | 20      |

Single - Billboard (North America)
| Rok  | Single             | Lista                  | Pozycja |
| ---- | ------------------ | ---------------------- | ------- |
| 1985 | "Little By Little" | Mainstream Rock Tracks | 1       |
| 1985 | "Little By Little" | The Billboard Hot 100  | 36      |
| 1985 | "Sixes and Sevens" | Mainstream Rock Tracks | 18      |